# Gastvogel

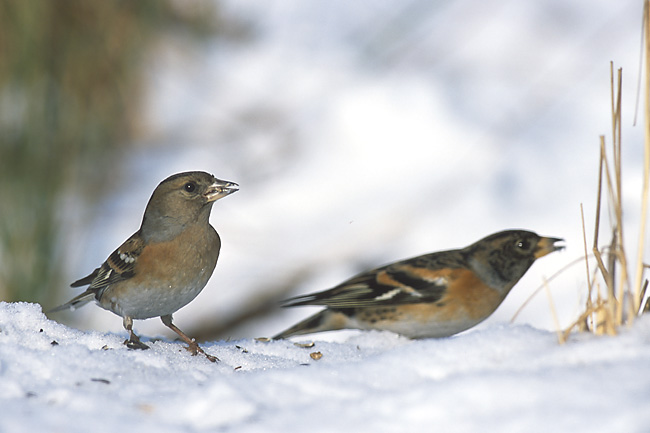
Bergfinken, Wintergäste in Mitteleuropa, in manchen Jahren auch Invasionsvögel

Gastvogel ist ein ornithologischer Begriff und bezeichnet einen
Zugvogel, der in einem Gebiet vorkommt, aber dort nicht brütet – somit das Gegenstück zu Brutvogel. Es werden jahreszeitlich Winter- und Sommergäste unterschieden. Vögel, die in einem Gebiet ausschließlich dem Nahrungserwerb nachgehen, nennt man Nahrungsgäste, sehr selten auftretende Gastvögel werden Ausnahmegäste genannt.
Wintergäste in Mitteleuropa treten in der Regel von Mitte Dezember bis Ende Februar auf. Typisch sind die Brutvögel des hohen Nordens, beispielsweise Bergfink, Waldsaatgans oder Seidenschwanz.
Sommergäste sind beispielsweise die Mauersegler in Afrika südlich des Äquators. Diese verlassen ihre Brutgebiete in Mitteleuropa und Asien während des Winters der Nordhalbkugel und übersommern in Afrika. 

## Verwandte Begriffe
- Durchzügler bezeichnet Vögel (und andere Tiere) während des Vogelzugs.
- Irrgast bezeichnet einen Vogel in einem Gebiet, das von seinem eigentlichen Zugweg weit entfernt ist.
- Invasionsvögel sind Vogelarten, bei denen eine gesamte Population beispielsweise wegen Nahrungsmangel einen weiträumigen Ortswechsel vornimmt.